# 诺诺和
诺诺和（?—?），16世纪蒙古大汗达延汗之孙，格哷森札札赉尔第三子。他是土谢图汗部、赛音诺颜部的祖先。
格哷森扎扎赉尔被分封在漠北蒙古（喀尔喀蒙古）。格哷森扎扎赉尔的七子，分掌喀尔喀左、右翼。左翼牧图拉河界，右翼仍留居杭爱山。其长子阿什海达尔汉珲台吉（札萨克图汗部的祖先）、次子诺颜泰哈坦巴图尔、第四子德勒登昆都伦、第七子鄂特欢诺颜同掌右翼。诺诺和及第五子阿敏都喇勒（车臣汗部的祖先）掌左翼。
诺诺和有五子：长子阿巴岱（土谢图汗部的祖先）、次子阿布和、四子图蒙肯（赛音诺颜部的祖先）、五子巴赖和硕齐诺颜（却图汗绰克图台吉的父亲）。